# Brasileira (Piauí)

Brasileira este un oraș în Piauí (PI), Brazilia.